# حفصه‌نور سنجق‌توتان
هافسانور سانجاک توتان (انگلیسی: Hafsanur Sancaktutan؛ زادهٔ ۲۰ مارس ۲۰۰۰) بازیگر اهل ترکیه است در شهر استانبول ترکیه به دنیا آمده است و از سمت پدرش اصالتا اهل شهر ریزه است او فارغ التحصیل رشته بازیگری است وی از سال ۲۰۱۸ میلادی تاکنون مشغول فعالیت بوده‌است.
او در سریال‌هایی همچون گلپری، آخرین تابستان و ثروت و عشق به گریه میاندازد و بین من‌و‌دنیا و آشفته و آگه خیلی دوست داشته باشی چی..؟ ایفای نقش پرداخته است   و سریال در حال ساخت او قلب سیاه است 